# Savo Mešter
Savo Mešter (serbisch-kyrillisch Саво Мештер; * 2. März 1990 in Vrbas, SFR Jugoslawien) ist ein serbischer Handballspieler.

## Karriere

### Verein
Der 1,89 m große Rückraumspieler spielte für RK Crvenka und RK Partizan Belgrad. Mit Partizan gewann er 2011 und 2012 die serbische Meisterschaft sowie 2012 und 2013 den serbischen Pokal. In den folgenden Jahren lief er in Dänemark für TMS Ringsted auf, in Ungarn für Komlói BSK und Gyöngyösi KK, in der Türkei für Antalyaspor sowie in Israel für Hapoel Rischon LeZion und Maccabi Rehovot. Mit Hapoel gewann er 2018 die israelische Meisterschaft und den Pokal. In der Saison 2021/22 spielte er wieder in Serbien für Metaloplastika Šabac. Seit 2022 steht er beim rumänischen Verein CSA Steaua Bukarest unter Vertrag.

### Nationalmannschaft
In der serbischen A-Nationalmannschaft debütierte Mešter mit 18 Jahren im Vorfeld der Weltmeisterschaft 2009. Im Turnier wurde er für ein Spiel ins Aufgebot berufen, blieb dabei jedoch ohne Einsatzzeit. Bei den Mittelmeerspielen 2009 gewann er mit der serbischen Auswahl die Goldmedaille.